# NGC 36
NGC 36 és una galàxia espiral a la constel·lació de la Peixos.